# 가스라이팅

"가스라이팅"의 구글 트렌드 주제 검색이 2016년 상당한 증가를 보였다.

가스라이팅(gaslighting) 또는 가스등 효과(--燈 效果)는 뛰어난 설득을 통해 타인 마음에 스스로 의심을 불러일으키고 현실감과 판단력을 잃게 만듦으로써 그 사람에게 지배력을 행사하는 것을 가리키는 말이다. 패트릭 해밀턴(Patrick Hamilton)의 연극을 원작으로 한 1944년 미국의 영화 〈가스등(Gaslight)〉에서 유래한 말이다.
공식적인 심리학 용어가 아니며, 〈타임지〉에서는 23년 기준 지난 몇 년 동안 가장 자주 잘못 해석된 단어로 선정하였다. 또한,  미국심리학회 및 해외심리학술지와 한국심리학회에도 공식으로 등록되어 있지 않고 그저, 로빈 스턴의 개인 서적의 제목으로 표현되었을 뿐이다.

## 설명
가스라이팅은 정신적 학대의 일종으로 가정, 학교, 군대, 직장, 친구, 교수, 강사, 이웃, 친척 등 일상 생활 공간에서 주로 발생한다. 가스라이팅 가해자는 상황 조작을 통해 상대방의 자아를 흔들어서 자신의 영향력을 증폭시켜 상대방을 자유자재로 다루거나 그 사람이 가진 재산 등을 탈취한다. 가스라이팅 피해자는 스스로 신뢰감을 잃어가게 되고 결국에는 자존감을 잃는다. 가해자들은 상대방의 공감능력을 이용해서 상대방을 통제한다. 이런 심리술을 이론화한 로빈 스턴은 미국에서 20여 년간 심리상담가, 교사, 우드헐리더십연구원으로 일하면서 수많은 상담을 진행해온 리더십 강사 및 상담가였다.
주로 친밀한 관계에서 이루어지나 이러한 관계는 수평적이기보다 비대칭적 권력으로 누군가를 통제하고 억압하려 할 때 나타난다. 관심과 간섭의 경계에 있는 예도 많아 법적 처벌까지 이어지지 않는 게 상당수다. 착함을 강요하는 것도 가스라이팅이 될 수 있다.

## 영화 가스등

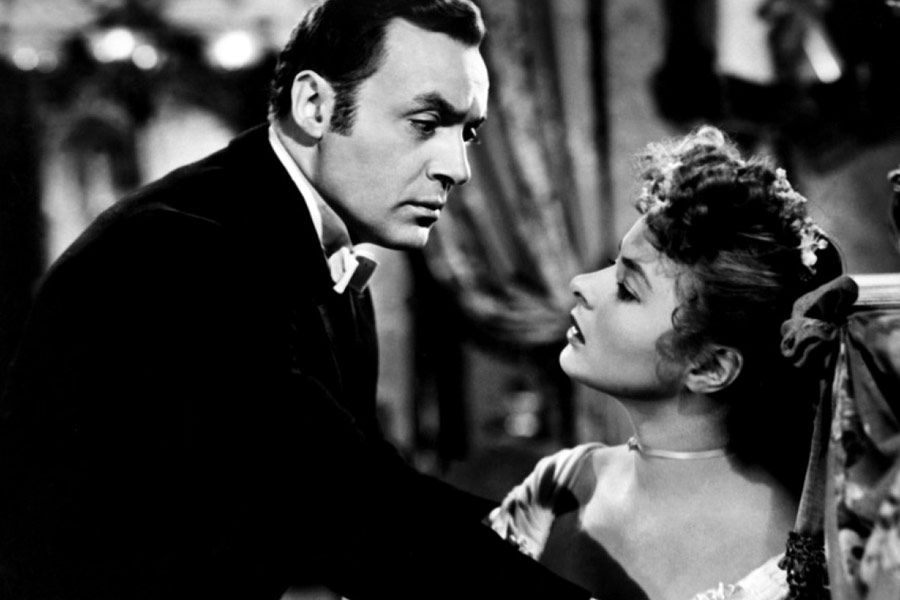
영화 〈가스등〉 (1944년)

가스라이팅이라는 용어는 1944년 영화 〈가스등〉에서 유래한다. '그것은 사랑이 아니다'의 작가이자 미국 정신분석 심리치료사인 로빈 스턴은 영화 가스등(Gaslight)의 제목을 인용해 가스라이팅(Gaslight Effect)이라는 용어를 만들었다. 이 영화는 아내의 재산을 노리고 결혼한 남편이 온갖 속임수와 거짓말로 멀쩡한 아내를 정신병자로 만드는 과정을 그렸다. 남편은 집안의 가스등을 일부러 희미하게 해놓고 아내가 어둡다고 할 때마다 "당신이 잘못 본 것" "왜 엉뚱한 소리를 하느냐"고 계속 핀잔을 준다. 또 주변 환경과 소리까지 교묘히 조작해서 현실감을 잃도록 해 갈수록 스스로를 믿지 못하고 자책하며 가해자에게 의지하게 만든다. '가스라이팅'이라는 용어는 여기에서 만들어졌다. 이런 행위를 하는 자는 '가스라이터'라고 한다.

## 유형
파트리시아 에반스(Patricia Evans)의 주장에 따르면 가스라이팅 학대 방법은 다음과 같이 나타난다. 이러한 행위가 점진적으로 이어지면서 피해자는 자존감이 낮아지고 가해자의 생각에 동조하게 된다는 것이다.
- 거부 : 피해자의 의견을 거부하거나 이해하지 않는다.
- 반박 : 피해자의 기억을 불신한다.
- 전환 : 피해자의 생각을 의심한다.
- 경시 : 피해자의 요구나 감정을 하찮게 여겨지게 만든다.
- 망각 : 실제로 발생한 일을 잊은 척 하거나 부인한다.

## 대중 문화
- 영화 <가스등(Gaslight, 1944)> : 조지 큐커 연출
- 영화 <나를 찾아줘(Gone girl, 2014)> : 데이빗 핀처 감독, 벤 에플렉 주연

## 관련 서적
- 로빈 스턴 저. 신준영 역. 《가스등 이펙트》. 랜덤하우스코리아. 2008년. ISBN 9788925516011
- 길리언 플린 저. 강선재 역. 《나를 찾아줘》. 푸른숲. 2013년. ISBN 9788971848722

## 같이 보기
- 스핀 닥터
- 신용 사기
- 심리요법
- 언더도그마
- 우월감
- 정치적 올바름
- 천진난만
- 투사적 동일시
- DARVO